# Chiesa di Santa Maria del Carmine (Ciminna)
La chiesa di Santa Maria del Carmine è una chiesa di Ciminna.

## Storia
Tra il 1602 e il 1603, con l'istituzione della Confraternita della Madonna del Carmelo, venne fondato in suo onore un piccolo convento, composto da un dormitorio con cinque celle, refettorio, cucina, dispensa e da un giardinetto. Il 25 dicembre 1601 la Chiesa, in origine dedicata alla Santissima Trinità, venne assegnata ai religiosi del Convento carmelitano, successivamente soppresso nel 1660. Nel 1728, grazie alle rendite donate alla chiesa da Giovanna Grifeo Filingeri, duchessa di Ciminna, nei locali dell'abolito convento venne fondato un reclusorio femminile. Anch'esso ebbe vita breve, per la mancanza di fondi in seguito alla morte della benefattrice. L'attuale aspetto è dovuto agli interventi del XVIII secolo, finanziati con le rendite donate dalla principessa Grifeo Filingeri e con le donazioni di alcuni fedeli, soprattutto di Don Giovanni Martino Bongiorno e dal Sacerdote Don Francesco Passantino. Tali modifiche si conclusero con la riapertura al culto il 26 aprile 1787.